# Pieter Zeeman

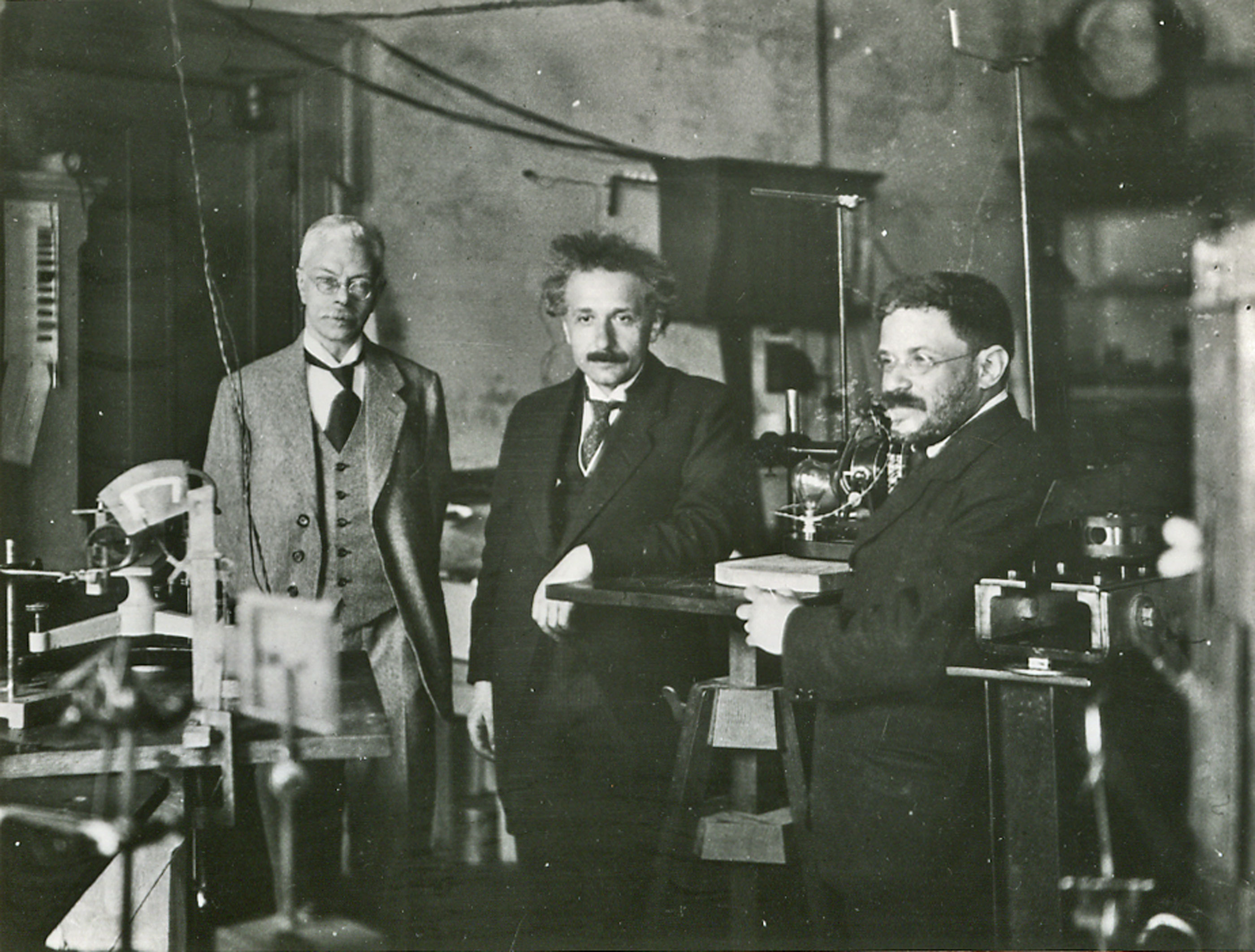
Zeeman met Einstein en Ehrenfest

Pieter Zeeman (Zonnemaire, 25 mei 1865 – Amsterdam, 9 oktober 1943) was een Nederlands natuurkundige en Nobelprijswinnaar.

## Jeugd
Zeeman werd geboren in het Zeeuwse plaatsje Zonnemaire als zoon van de hervormde dominee Catharinus Forandinus Zeeman (1828-1906) en Wilhelmina Worst. Na de dorpsschool, bestaande uit één klaslokaal, werd hem door zijn vader een basiskennis van de Franse taal bijgebracht en kon hij in Zierikzee naar de hogereburgerschool (HBS) (nu deel van de Pontes scholengroep). In zijn periode op de HBS nam hij bijzonder helder noorderlicht waar, dat in november 1882 in Noord-Europa te zien was. Zeeman deelde zijn bevinding met de Groningse natuurkundeleraar H.J.H. Groeneman, die hierover een artikel met tekening plaatste in het blad Nature.
Aangezien de HBS niet direct toegang bood tot de universiteit, en Zeeman graag wis- en natuurkunde wilde gaan studeren, moest hij eerst nog een jaar aanvullend onderwijs volgen op het gymnasium te Delft. Hij werd in huis geplaatst bij de conrector J.W. Lely (de broer van Cornelis Lely) en kreeg Latijn en Grieks ter voorbereiding op het universitaire toelatingsexamen.

## Universiteit
Gedurende zijn verblijf in Delft kwam Zeeman in contact met Heike Kamerlingh Onnes, van wie hij later college zou krijgen in de mechanica. In 1885 slaagde hij voor zijn toelatingsexamen en werd hij toegelaten tot de rijksuniversiteit te Leiden, als student van Kamerlingh Onnes en Hendrik Lorentz. Kamerlingh Onnes was met name onder de indruk van Zeemans begrip van Maxwells beroemde boek Theory of Heat. Nog voor zijn promotie werd Zeeman in 1890 benoemd tot assistent van professor Lorentz. In 1893 promoveerde hij onder Kamerlingh Onnes met een dissertatie over de magneto-optica: Metingen over het verschijnsel van Kerr bij polaire terugkaatsing op ijzer, kobalt en nikkel.
Na zijn promotie werkte Zeeman een half jaar in Straatsburg bij Emil Cohn aan het Kohlrausch Instituut waar hij onderzoek deed naar de voortplanting van elektrische trillingen in vloeistoffen. Daarna was hij privaatdocent wis- en natuurkunde aan de Leidse universiteit voordat hij in 1896 werd benoemd tot lector aan de Universiteit van Amsterdam in de natuurkunde.

## Zeemaneffect
In 1896 startte hij als vervolg van zijn promotieonderzoek aan het kerreffect een onderzoek naar het effect van magnetische velden op licht en ontdekte wat nu bekendstaat als het zeemaneffect, waarover hij in 1897 publiceerde in Nature en andere belangrijke tijdschriften. Dit effect behelst het verschijnsel dat spectraallijnen van een atoom dat vanuit een aangeslagen toestand licht uitzendt zich opsplitsen bij de aanwezigheid van een sterk magnetisch veld. Het is een van de bewijzen voor het bestaan van kwantisatie in de elektronenbanen rond het atoom en daarmee een van de aanwijzingen van de juistheid van de kwantummechanica, die overigens pas vanaf 1900 ontwikkeld zou worden door Max Planck en anderen. Al enkele jaren eerder wist hij overigens het antwoord te leveren op de door de Koninklijke Hollandsche Maatschappij der Wetenschappen uitgeschreven prijsvraag over dit kerreffect en won hij de gouden medaille in 1892.
Zijn ontdekking was een belangrijk bewijs voor Lorentz' theorie van de elektromagnetische straling. Uit de meetresultaten van Zeeman trok Lorentz niet alleen de conclusie dat de deeltjes die in atomen voor lichtemissie verantwoordelijk zijn, een negatieve lading bezitten, maar hij kon nu ook de verhouding tussen de lading en de massa van de deeltjes – quotiënt q/m – bepalen.
Vanaf dat moment zouden Zeeman en Lorentz samen hun onderzoek richten naar de invloed van magnetisme op lichtstralen. Zeeman zelf onderzocht de splitsing van spectraallijnen in vele verschillende stoffen, waarbij hij de resultaten in een fotoserie vastlegde. Zijn werk op dit gebied was van groot belang voor al het verdere onderzoek naar de structuur van atomen.
In 1900 werd Zeeman benoemd tot buitengewoon hoogleraar natuurkunde aan de Universiteit van Amsterdam. Bij de aanvaarding van dit ambt sprak hij een inaugurele rede uit, getiteld: "Experimentele onderzoekingen over delen, kleiner dan atomen" waarin de nieuwste onderzoekingen werden uiteengezet over "belangrijke bouwstenen van onze natuurkennis" (de later ontdekte elektronen). In 1908 werd hij, als opvolger van Van der Waals, benoemd tot gewoon hoogleraar en directeur van het Natuurkundig Instituut op het Roeterseiland in de Plantagebuurt.
Omdat dit laboratorium niet langer voldeed aan zijn gestelde eisen kreeg hij reeds in 1914 de toezegging van de Universiteit van Amsterdam dat een nieuw laboratorium voor hem gebouwd zou worden. Maar vanwege de uitbraak van de Eerste Wereldoorlog moest Zeeman tot 1923 wachten voordat hij het nieuwe laboratorium "Physica" aan de Plantage Muidergracht in gebruik kon nemen. In de tussenperiode hield Zeeman in het oude laboratorium zich bezig met het optische dopplereffect, een effect dat in de sterrenkunde wordt toegepast om meer te weten over de beweging van de sterren. Ook ging zijn aandacht uit naar de voortplanting van licht in bewegende vaste stoffen.
In 1902 deelde hij met Hendrik Lorentz de Nobelprijs voor zijn ontdekking van het zeemaneffect. Dit naar aanleiding van proeven die de Amerikaanse fysici Albert Michelson en Edward Morley hadden gedaan. Op de dag van de uitreiking, 10 december 1902, was Zeeman ziek. Daarom moest Lorentz het onderzoek van zijn voormalige student uitleggen aan de Zweedse koning en andere genodigden. In 1912 ontving Zeeman de Matteucci Medal, alsmede de Henry Draper Medal (1921), de Rumford Medal en de Benjamin Franklin Medal (1925). Tot zijn dood bleef hij actief in het onderzoek naar de voortplanting van licht in media zoals water, kwarts en vuursteen.

## Erkenning
In 1932 werd Zeeman ter ere van het 350-jarig bestaan van de Amsterdamse Hogeschool, en omdat de Universiteit van Göttingen Nederland wilde bedanken voor de grote natuurkundige vooruitgang, tot erelid van de Universiteit van Göttingen benoemd.
Zeeman heeft vele eredoctoraten ontvangen van onder meer de universiteiten van Oxford en Leuven en hij werd tot (ere)lid benoemd van vele wetenschappelijke genootschappen.
Bij zijn afscheid op 70-jarige leeftijd werd Zeeman benoemd tot Commandeur in de Orde van de Nederlandse Leeuw. In 1940 werd ter gelegenheid van zijn 75e verjaardag het uit 1923 stammende laboratorium "Physica" te Amsterdam naar hem vernoemd. Na zijn overlijden op 9 oktober 1943 werd zijn stoffelijk overschot in alle eenvoud te grave gedragen op de Algemene Begraafplaats te Haarlem, niet ver van de plaats waar ook Lorentz begraven ligt.

## Nagedachtenis

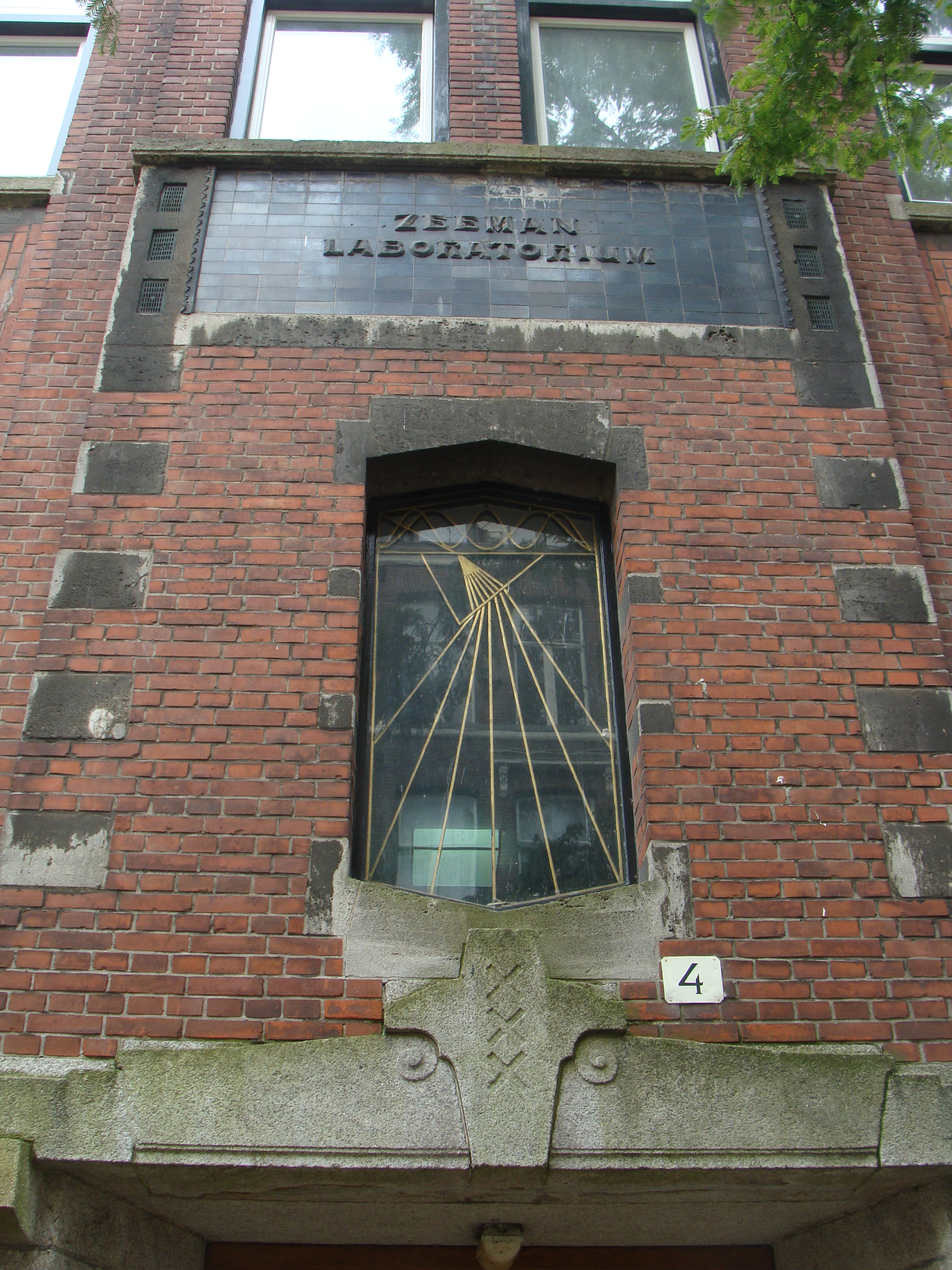
Voormalig Zeemanlaboratorium, Plantage Muidergracht Amsterdam (2011)

- De Stichting Pieter Zeemanfonds werd genoemd naar Pieter Zeeman.
- Twee prijzen verwijzen naar zijn naam: de Pieter Zeemanprijs en de Gouden Pieter.[8] De Pieter Zeemanprijs was aanvankelijk een vijfjaarlijkse prijs voor de beste student natuurkunde en werd in 1953 ingesteld door de toenmalige zelfstandige gemeente Zonnemaire en de Universiteit van Amsterdam. In 1960 werd de prijs voor het eerst uitgereikt. Een tweede en meteen laatste uitreiking volgde in 1965. In 2004 werd de prijs terug ingesteld door de gemeente Schouwen-Duiveland, de dorpsraad Zonnemaire, de Universiteit van Amsterdam en Pontes scholengroep locatie Pieter Zeeman. Sindsdien is het een tweejaarlijkse prijs ter waarde van € 2500. Datzelfde jaar werd een tweede aanmoedigingsprijs ingesteld: de Gouden Pieter. Deze prijs ter waarde van € 500 wordt jaarlijks uitgereikt aan een veelbelovende eindexamenkandidaat natuurkunde van Pontes Pieter Zeeman.